# NGC 244
NGC 244 è una piccola galassia lenticolare situata nella costellazione della Balena.

## Descrizione
NGC 244 è stata utilizzata da Gérard de Vaucouleurs come esempio di galassia del tipo morfologico Clumpy Irr/BCD nel suo atlante delle galassie. BCD sta per blue compact dwarf, a indicare la piccola dimensione e la inusuale brillantezza nella porzione blu e ultravioletta del suo spettro elettromagnetico.
Il database SIMBAD classifica NGC 244 come Galassia nana compatta blu (Blue Compact Dwarf Galaxy, BCDG).

## Scoperta
NGC 244 è stata scoperta il 30 dicembre 1785 dall'astronomo britannico di origine tedesca William Herschel.